# Dichromodes anelictis
Dichromodes anelictis är en fjärilsart som beskrevs av Edward Meyrick 1890. Dichromodes anelictis ingår i släktet Dichromodes och familjen mätare. Inga underarter finns listade i Catalogue of Life.